# Netpolitik
Netpolitik (ou política em rede) é uma diplomacia de tipo emergente que difere da realpolitik . Em 2002, o Aspen Institute convocou uma conferência de três dias em Aspen, Colorado, para explorar o significado de netpolitik e como a internet está mudando os poderes do Estado-nação, as relações internacionais e a segurança nacional.
Do relatório  produzido por esta conferência, sintetizado por David Bollier, “Netpolitik é um novo estilo de diplomacia que busca explorar as poderosas capacidades da Internet para moldar política, cultura, valores e identidade pessoal. Mas ao contrário da Realpolitik – que busca promover os interesses políticos de uma nação através da coerção amoral – a Netpolitik trafega em questões 'mais suaves' como legitimidade moral, identidade cultural, valores sociais e percepção pública”.
A Netpolitik requer recursos diferentes da realpolitik e, portanto, é diferente em sua disponibilidade para uso, trazendo implicações para a execução da diplomacia. O surgimento da netpolitik (política em rede) e sua interação com a realpolitik estão relacionados, mas não limitados ao soft power e sua interação com o hard power.
Netpolitik pode se sobrepor a outras 'políticas' propostas, como mediapolitik (política de mídia), cyberpolitik (ciberpolítica) e noopolitik (noopolítica), mas seus proponentes argumentam que nenhum deles é suficiente para lidar com questões do século XXI, como alta tecnologia e invasão biológica, e que apenas netpolitik incorpora a forma de rede como o princípio organizador na condução dos assuntos mundiais.